# Шартрез (кішка)
Шартрез, Картезіанська (англ. Chartreux, СНА)  — порода кішок, що відома з часів середньовіччя.

## Історія
Завезена була з Південної Африки у Францію ченцями в Картезіанський монастир, від чого й виникла її друга назва. Потім вона потрапила до Англії, де був отриманий новий тип цієї кішки — тварина блакитного кольору. Потім обидва типи змішувалися між собою, а також з перськими кішками, і поступово різниця між ними стерлася. Кішки картезіанської породи почали сильно скидатися на британських блакитного забарвлення. Тому в більшості європейських фелінологічних організацій єдиний стандарт був затверджений у 1934 році. FIFE стандарт затвердила в 1978 році.

## Характер
Кішки картезіанської породи спокійні, дружні, добре пристосовуються до середовища, в якому перебувають.

## Зовнішній вигляд
Це тварини від середнього до великого розміру, міцної, масивної статури, з добре розвиненою мускулатурою. Груди широкі, добре розвинені. Спина й поперек мускулясті. Спина пряма. Кінцівки короткі, мускулясті, міцні, з сильними круглими лапами. Подушечки лап блакитнувато-сірі. Передні ноги прямі. Хвіст середній, товстий біля основи, звужується до кінчика. Кінчик хвоста заокруглений.
Голова широка у своїй нижній частині, тобто біля підборіддя. Розвинені вилиці. Повні щоки надають голові форми переверненої трапеції. Ніс широкий, прямий, мочка носа блакитнувато-сіра. Череп округлий без пласких поверхонь. Вуха середньої величини, поставлені високо, але не вертикально. Очі великі, круглі, живі, виразні, близько поставлені. Колір переважно темно-помаранчевий, часто зустрічається жовтий. Шия коротка, мускуляста.
Хутро коротке, м'яке, шовковисте, блискуче, густе, трохи відстоїть від тіла (нагадує хутро видри). Підшерстя добре розвинене.

### Забарвлення
Масть блакитна (мальтійське забарвлення), однорідна, всіх тонів: від світлого до темного. Переважають світлі відтінки. Підшерстя не повинне відрізнятися за кольором.

## Світлини

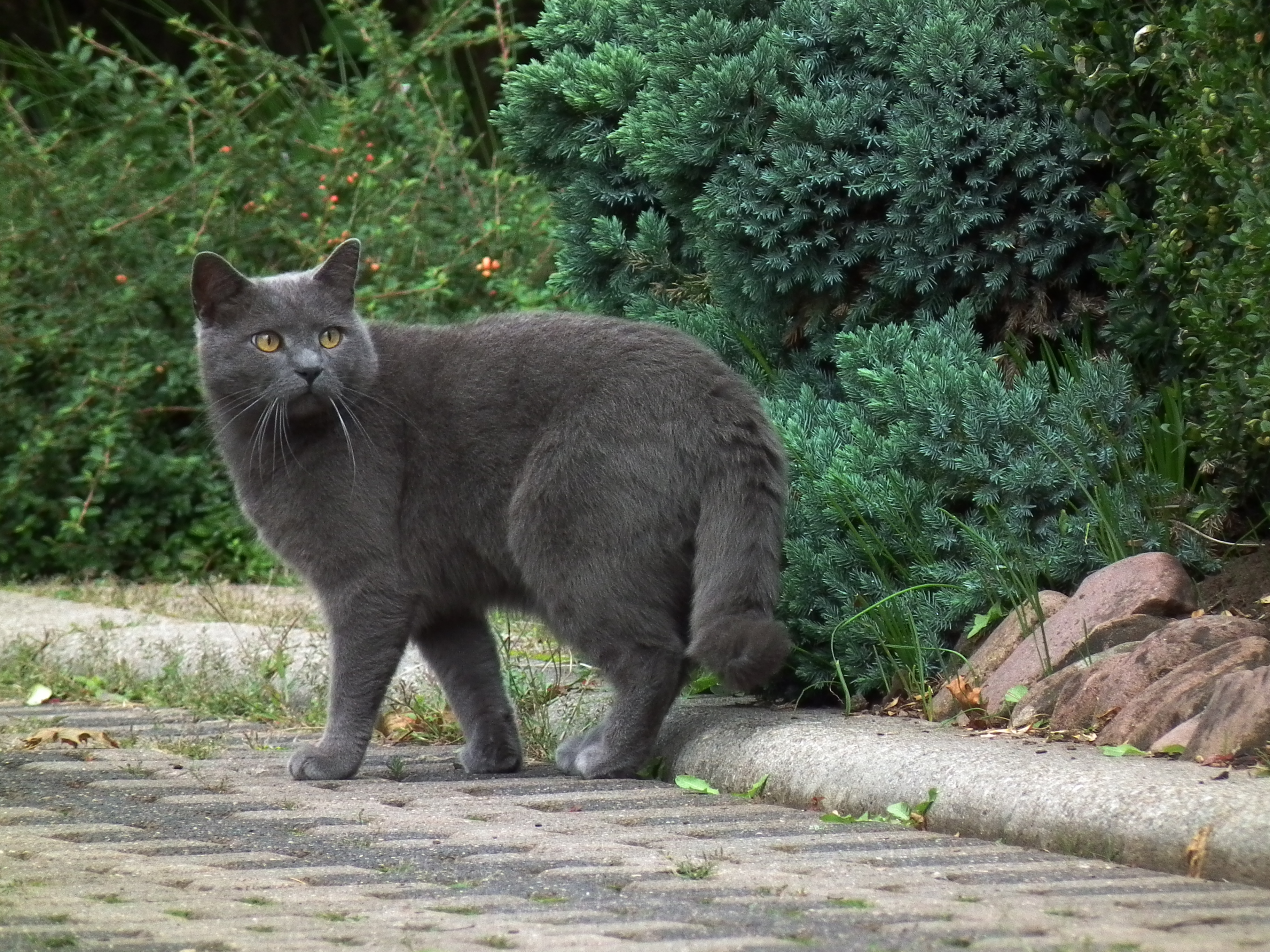
Дорослий кіт
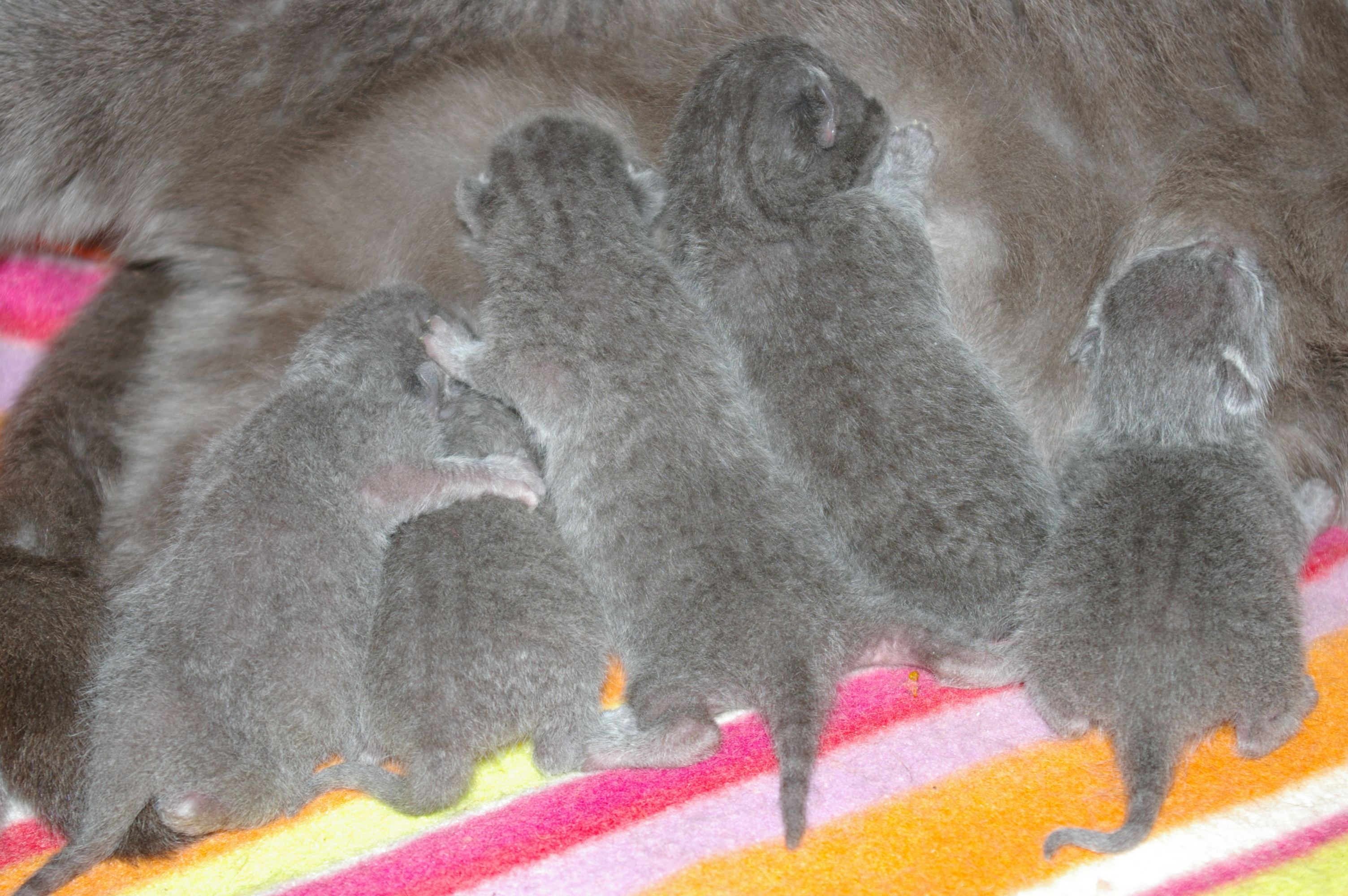
Кошенята під час годування
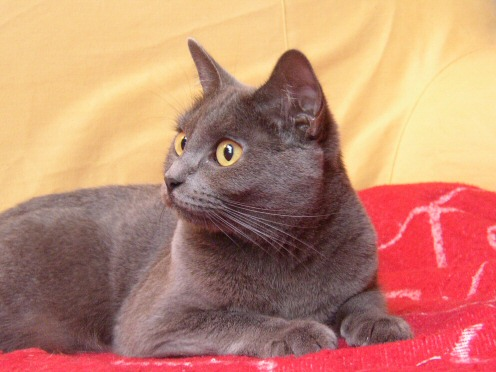
Кішка у віці 2,5 років
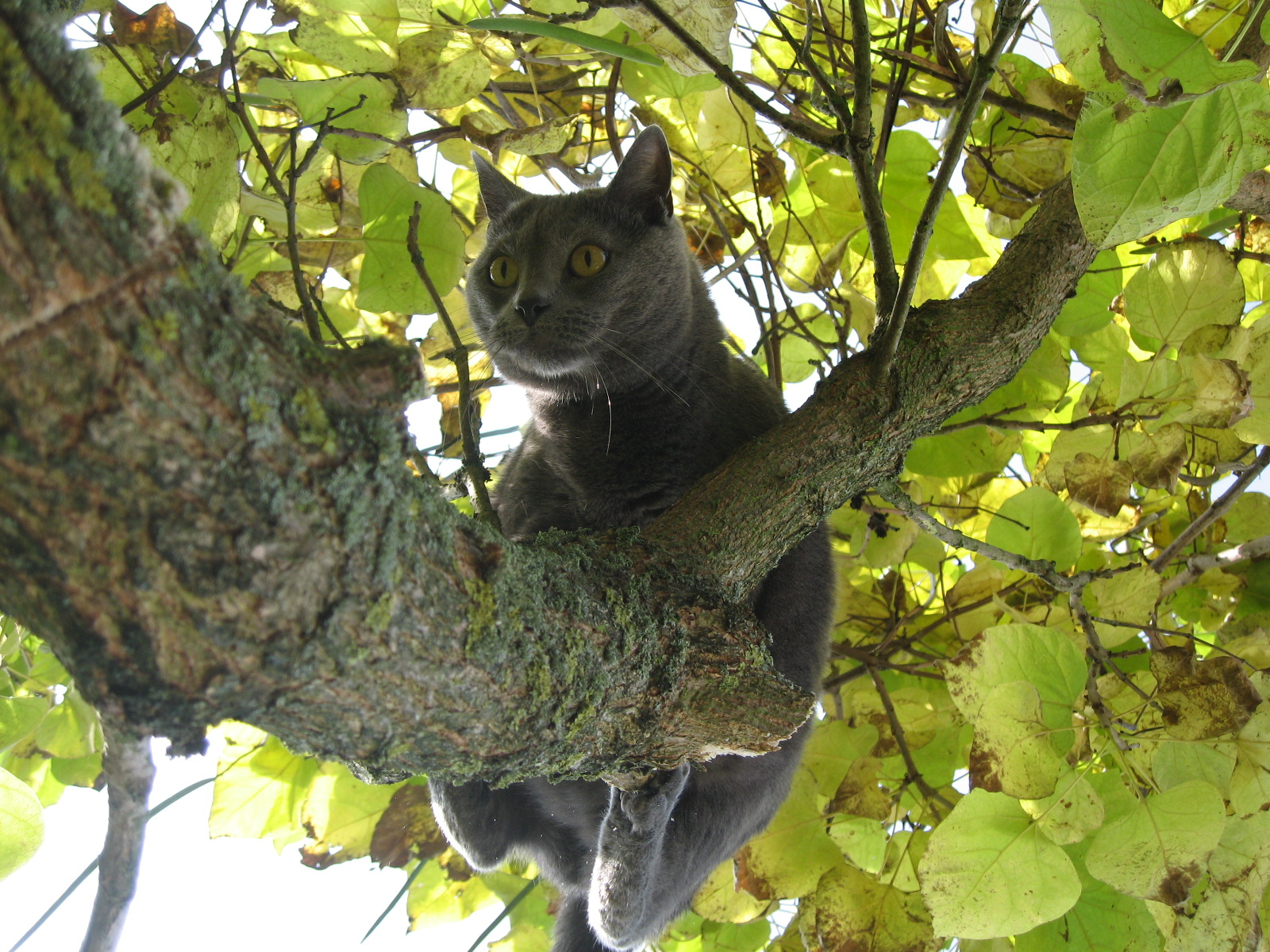
Кішка на дереві
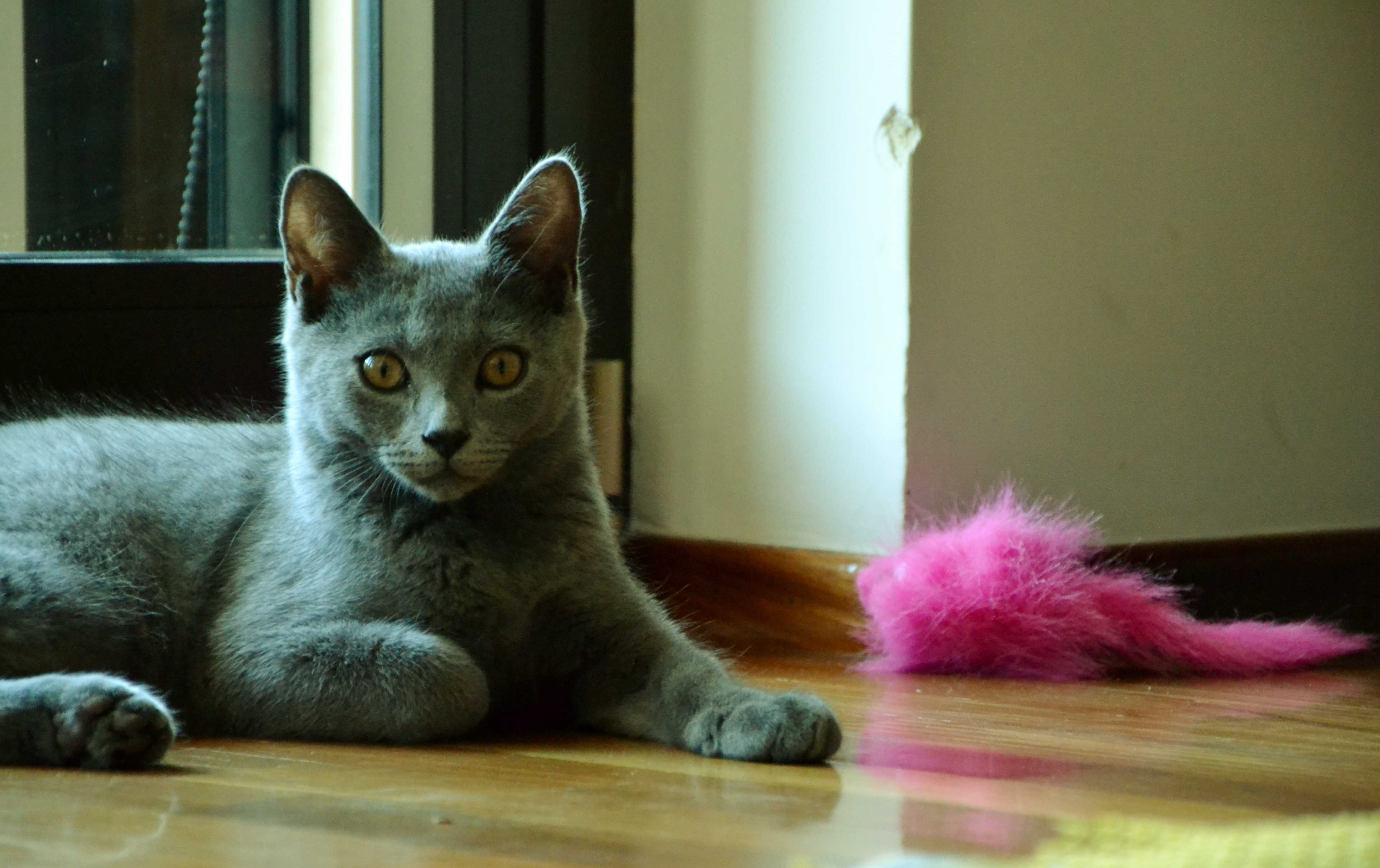
7-місячне кошеня